# IC 3651
IC 3651 ist eine linsenförmige Galaxie vom Hubble-Typ S0 im Sternbild Haar der Berenice am Nordsternhimmel. Sie ist schätzungsweise 211 Millionen Lichtjahre von der Milchstraße entfernt und hat einen Durchmesser von etwa 65.000 Lichtjahren. 

Im selben Himmelsareal befinden sich u. a. die Galaxien NGC 4613, IC 3632, IC 3642, IC 3646.
Das Objekt wurde am 23. März 1903 von Max Wolf entdeckt.